# Jatitengah (Selopuro)
Jatitengah is een bestuurslaag in het regentschap Blitar van de provincie Oost-Java, Indonesië. Jatitengah telt 3161 inwoners (volkstelling 2010).